# Sunday Island (Antarktika)
Sunday Island (von englisch sunday ‚Sonntag‘) ist eine Insel vor der Loubet-Küste des Grahamlands auf der Antarktischen Halbinsel. In der Gruppe der Bragg-Inseln liegt sie unmittelbar nördlich von Rambler Island.
Wissenschaftler der britischen Discovery Investigations kartierten sie zwischen 1930 und 1931. Commander William Melvin Carey (1887–1933), Kapitän der RRS Discovery II, nahm dabei die Benennung, wahrscheinlich an einem Sonntag, vor.